# Conca de Dalt
Conca de Dalt est une commune de la comarque de Pallars Jussà dans la province de Lérida en Catalogne (Espagne).

## Géographie
Conca de Dalt est une commune située dans une région montagneuse située au cœur des Pyrénées.

## Culture locale et patrimoine

### Lieux et monuments
- L'église romane de Sainte-Marie d'Aramunt.
- La Tour des Maures, vestige du château d'Aramunt.

### Personnalités liées à la commune
- Pep Coll (1949-...) : écrivain né dans le hameau de Pessonada à Conca de Dalt.